# Podatki w Danii

## Podatek dochodowy od osób fizycznych w Danii
| Rodzaj podatku                                      | Stawka %  | Podstawa opodatkowania                                                                   | Kwota wolna, kr. |
| --------------------------------------------------- | --------- | ---------------------------------------------------------------------------------------- | ---------------- |
| Składka na rynek pracy (AM-bidrag)                  | 8         | Dochód ze stosunku pracy (lønindkomst)                                                   | nie ma           |
| Podatek dolny (bundskat)                            | 3,64      | Dochód osobisty (personlig indkomst)1) + pozytywny dochód kapitałowy (kapitalindkomst)2) | 42.900           |
| Podatek średni (mellemskat)                         | zniesiony | Dochód osobisty (personlig indkomst)1) + pozytywny dochód kapitałowy (kapitalindkomst)2) | zniesiony        |
| Podatek górny (topskat)                             | 15        | Dochód osobisty (personlig indkomst)1) + pozytywny dochód kapitałowy (kapitalindkomst)2) | 389.900          |
| Składka na ubezpieczenie zdrowotne (sundhedsbidrag) | 8         | Podstawa opodatkowania (skattepligtig indkomst)3)                                        | 42.900           |
| Podatek gminny (kommuneskat)                        | 24,84)    | Podstawa opodatkowania (skattepligtig indkomst)3)                                        | 42.900           |
| Podatek kościelny (kirkeskat)                       | 0,74)     | Podstawa opodatkowania (skattepligtig indkomst)3)                                        | 42.900           |

1) Dochód osobistyDochód ze stosunku pracy po potrąceniu składki na rynek pracy (8%).
 ; Odliczenie od dochodu osobistego:Wpłaty na indywidualne konta emerytalne (IKE)
2) Dochód kapitałowyPrzychód z odsetek, wynajmu mieszkania/domu itd.
 ; Odliczenie od dochodu kapitałowego:Koszt odsetek itd.
3) Podstawa opodatkowaniaDochód osobisty + dochód kapitałowy – ulgi
 ; Ulgi: Ulga dla pracujących (4% dochodu, maks. 12.300 kr), składki na związki zawodowe/fundusz pracy, dojazd do pracy, diety, podwójne prowadzenie domu itd.
4) Średnia krajowa
| Dochody niskie | Dochody niskie | Dochody niskie | Dochody przeciętnego robotnika (APW) | Dochody przeciętnego robotnika (APW) | Dochody przeciętnego robotnika (APW) | Dochody wysokie | Dochody wysokie  | Dochody wysokie |
| -------------- | -------------- | -------------- | ------------------------------------ | ------------------------------------ | ------------------------------------ | --------------- | ---------------- | --------------- |
| 1              | Belgia         | 66%            | 1                                    | Francja                              | 67%                                  | 1               | Belgia           | 71%             |
| 12             | Polska         | 46%            | 10                                   | Dania                                | 49%                                  | 4               | Dania            | 63%             |
| 15             | Dania          | 43%            | 14                                   | Polska                               | 46%                                  | 12              | Polska           | 53%             |
| 29             | Meksyk         | 15%            | 29                                   | Meksyk                               | 23%                                  | 29              | Korea Południowa | 25%             |

Źródło: OECD
| Dochody niskie                 | 229.000 kr. |
| Dochody przeciętnego robotnika | 327.000 kr. |
| Dochody wysokie                | 654.000 kr. |

(kurs pr. 04-12-2009: 1 zł = 1,81 kr.)